# 三木顕綱
三木 顕綱（みつき あきつな、天文14年（1545年）？ – 天正11年（1583年））は、戦国時代から安土桃山時代にかけての武将。父は姉小路良頼。兄に頼綱、姉妹に斎藤信利室。受領名は豊後守。

## 生涯
姉小路良頼の次男として誕生。次郎右衛門尉とも称した。
永禄12年（1569年）、先年、兄の頼綱は武田氏の傘下に入っていたが、顕綱は武田氏から離反したため、武田信玄から顕綱を討つように命じられた美濃苗木城主の遠山直廉が飛騨益田郡に侵攻して、濃飛国境にあった大威徳寺の戦いが勃発し大威徳寺が焼失した。
三木姉小路氏が鍋山氏を臣下にした後に飛騨国の有力豪族鍋山氏の養子となり鍋山城を領した。
その後、義父の鍋山安室を毒殺し、さらに義母小峯の方と安室の実子鍋山左近大夫を追放した。これにより有力な国人衆であった鍋山氏を三木姉小路氏が名実共に乗っ取った形になる。以降兄の姉小路頼綱の勢力拡大に奔走した。
顕綱は、姉小路氏の後継者である姉小路信綱を補佐・後見人の立場となった。
天正11年（1583年）、八日町の戦いの三ヶ月後、三木姉小路氏当主で兄の頼綱に謀反の嫌疑(羽柴秀吉への内通)をかけられて、放たれた刺客荒川甚平と土川新左エ門により顕綱は妻と共に暗殺された。同時期に頼綱嫡男の信綱も誅殺された。
姉小路頼綱は自身の息子である姉小路季綱（鍋山元綱）を鍋山氏の後継者とした。鍋山城には頼綱の次男の姉小路秀綱が入った。頼綱隠居後、秀綱が後継者となり、松倉城へ移動し、鍋山城には季綱が城主となった。

## 人物
- 貪欲であり、兄と折り合いが悪かったとする伝承が残る。嫡男姉小路信綱の後見人とされていた事により、ある程度有能な人物であったと推測することもできる。
- 鍋山利高は変後も姉小路頼綱に従った。追放された鍋山左近大夫は後に飛騨征伐浪人衆として金森氏に従った。
- 顕綱の暗殺は、頼綱からの読みにくい書簡を読んでいる時に行われたと伝わる。書簡は乱雑に書かれており読むに読めず、何度も巻物を巻き戻し、両手を組み思案にふけって解読をしている最中に使者であった刺客の二人に襲われた。[5]
- 顕綱夫婦の供養塔は雲龍寺にある。
- お歯黒蛇（おはぐろのへび）と言う伝説が遺っている。[6]